# Isabelle Feldwehr-Härle
Isabelle Franziska Feldwehr-Härle (* 10. Januar 1988 in Saulgau als Isabelle Franziska Härle) ist eine ehemalige deutsche Schwimmerin. Sie war spezialisiert auf die langen Freistilstrecken und das Freiwasserschwimmen.

## Sportliche Laufbahn
Die Bad Saulgauerin Isabelle Härle wurde mehrfach Deutsche Meisterin. 2010 gewann sie den Titel über 800 (8:38,02 min) und 1500 Meter Freistil (16:22,05 min). Bei den Deutschen Meisterschaften 2011 siegte sie über 400 (4:12,81 min), 800 (8:34,83 min) und 1500 Meter Freistil (16:20,17 min). Dennoch konnte sie sich nicht für die Beckenwettbewerbe der Schwimmweltmeisterschaften qualifizieren, weshalb sie ins Freiwasser umstieg. Gemeinsam mit Thomas Lurz und Jan Wolfgarten konnte sie bei den Weltmeisterschaften in Shanghai die Bronzemedaille im Teamwettbewerb über fünf Kilometer in 57:44,2 min hinter den USA (57:00,6 min) und Australien (57:01,8 min) gewinnen.
Bei den Weltmeisterschaften 2013 gewann sie in Barcelona Gold im Teamwettbewerb zusammen mit Thomas Lurz und Christian Reichert. Im Einzelrennen über 5 km wurde sie Fünfte. Nachdem sie bei den Deutschen Freiwassermeisterschaften 2013 als Zweite über 5 km nur Finnia Wunram (59:32,43 min) unterlegen war, verlor sie bei der gleichen Veranstaltung ein Jahr später in 58:30,47 auf der gleichen Strecke gegen Sofia-Lucia Wartenberg (58:09,32 min). Sie gewann aber die 10 km in 2:01:35,97 h vor Wunram (2:01:40,10 h) und Wartenberg (2:01:56,08 h). Bei den Europameisterschaften desselben Jahres triumphierte sie über die „Kurzstrecke“ auf der Regattastrecke Berlin-Grünau in 57:55,7 min vor der Holländerin Sharon van Rouwendaal (58:29,9 min) und der Spanierin Mireia Belmonte (58:41,4 min).
Vor den Olympischen Sommerspielen 2016 in Rio de Janeiro posierte Härle gemeinsam mit der Ruderin Julia Lier, der Radsportlerin Nadja Pries, der Tischtennisspielerin Petrissa Solja und der aus Verletzungsgründen nicht in Rio startenden Stabhochspringerin Katharina Bauer als Nacktmodel für die deutsche Ausgabe des Playboy aus. Im olympischen 10-km-Freiwasserrennen belegte sie den sechsten Rang.
Härle startete für die SG Essen und war Sportsoldatin bei der Bundeswehr. Im Februar 2018 beendete sie ihre Karriere, zeitgleich mit ihrem Freund Hendrik Feldwehr, den sie später heiratete.

## Auszeichnungen
- 2014: „Felix“ – Sportlerin des Jahres von Nordrhein-Westfalen

## Einzelbelege
1. ↑  Turbo-Trio: Freiwasser-Bronze mit „Welpenschutz“. In: focus.de, 13. November 2013.
2. ↑  Diese deutschen Olympia-Stars ziehen sich für den „Playboy“ aus. In: stern.de, 10. August 2016.
3. ↑  Olympia-Schwimmer Härle und Feldwehr verkünden Karriereende. In: swim.de, 5. Februar 2018.

| Personendaten    | Personendaten                                                                          |
| ---------------- | -------------------------------------------------------------------------------------- |
| NAME             | Feldwehr-Härle, Isabelle                                                               |
| ALTERNATIVNAMEN  | Feldwehr-Härle, Isabelle Franziska (vollständiger Name); Härle, Isabelle (Geburtsname) |
| KURZBESCHREIBUNG | deutsche Schwimmerin                                                                   |
| GEBURTSDATUM     | 10. Januar 1988                                                                        |
| GEBURTSORT       | Saulgau                                                                                |